# Alandroal
Alandroal é um município raiano português pertencente ao Distrito de Évora e integrante da região Alentejo (NUT II) e da sub-região Alentejo Central (NUT III), com 4.996 habitantes (2023).
A sua sede, a vila de Alandroal, ergue-se a 341 m de altitude, tendo sido elevada à categoria de vila em 1486 por Carta de Foral atribuída pelo rei D. João II.

## O município
Este município raiano tem 542,68 km² de área e 5.007 habitantes (censo de 2021), estando subdividido em 4 freguesias. O município é limitado a norte pelo município de Vila Viçosa, a nordeste pelo município de Elvas, a leste por Olivença e Espanha, a sul por Mourão e por Reguengos de Monsaraz e a oeste pelo Redondo.
Ao Alandroal foram anexados, no século XIX, os territórios dos antigos municípios de Terena e Juromenha, as outras duas vilas deste município.
A povoação de Vila Real, situada actualmente no município de Olivença, era uma povoação do antigo concelho de Juromenha.

## Freguesias

Freguesias do município do Alandroal.

O Município de Alandroal está dividido em 4 freguesias:
- Alandroal, São Brás dos Matos e Juromenha (sede)
- Capelins
- Santiago Maior
- Terena

## Pessoas ilustres
- Diogo Lopes de Sequeira (1465-1530), Governador da Índia (1518-1522)
- Carlos Damas (1956), Artesão
- Mouro Galvo, arquitecto do Castelo do Alandroal (Século XIII)[5]

## Património
- Fortaleza de Juromenha
- Castelo do Alandroal
- Castelo de Terena
- Capela da Boa Nova
- Pelourinho de Terena

## Cultura
- Fórum Cultural Transfronteiriço[6]
- Biblioteca Municipal de Alandroal[7]

## Evolução da população do município
De acordo com os dados do INE o distrito de Évora registou em 2021 um decréscimo populacional na ordem dos 8.5% relativamente aos resultados do censo de 2011. No concelho de Alandroal esse decréscimo rondou os 14,2%.
★ Número de habitantes que tinham a residência oficial neste município à data em que os censos se realizaram
| Número de habitantes por Grupo Etário★★ | Número de habitantes por Grupo Etário★★ | Número de habitantes por Grupo Etário★★ | Número de habitantes por Grupo Etário★★ | Número de habitantes por Grupo Etário★★ | Número de habitantes por Grupo Etário★★ | Número de habitantes por Grupo Etário★★ | Número de habitantes por Grupo Etário★★ | Número de habitantes por Grupo Etário★★ | Número de habitantes por Grupo Etário★★ | Número de habitantes por Grupo Etário★★ | Número de habitantes por Grupo Etário★★ | Número de habitantes por Grupo Etário★★ |       |
| --------------------------------------- | --------------------------------------- | --------------------------------------- | --------------------------------------- | --------------------------------------- | --------------------------------------- | --------------------------------------- | --------------------------------------- | --------------------------------------- | --------------------------------------- | --------------------------------------- | --------------------------------------- | --------------------------------------- | ----- |
|                                         | 1900                                    | 1911                                    | 1920                                    | 1930                                    | 1940                                    | 1950                                    | 1960                                    | 1970                                    | 1981                                    | 1991                                    | 2001                                    | 2011                                    | 2021  |
| 0-14 Anos                               | 2.528                                   | 3.122                                   | 3.066                                   | 3.629                                   | 4.100                                   | 3.692                                   | 3.047                                   | 2.125                                   | 1.610                                   | 1.151                                   | 814                                     | 665                                     | 510   |
| 15-24 Anos                              | 1.339                                   | 1.434                                   | 1.732                                   | 2.021                                   | 2.016                                   | 2.394                                   | 2.104                                   | 1.350                                   | 1.182                                   | 985                                     | 800                                     | 549                                     | 397   |
| 25-64 Anos                              | 3.037                                   | 3.401                                   | 3.622                                   | 4.359                                   | 4.973                                   | 5.559                                   | 6.087                                   | 4.810                                   | 3.997                                   | 3.616                                   | 3.131                                   | 2.852                                   | 2.499 |
| = ou > 65 Anos                          | 329                                     | 400                                     | 441                                     | 495                                     | 648                                     | 771                                     | 851                                     | 1.015                                   | 1.335                                   | 1.595                                   | 1.840                                   | 1.777                                   | 1.608 |

★★(Obs: De 1900 a 1950 os dados referem-se à população "de facto", ou seja, que estava presente no município à data em que os censos se realizaram. Daí que se registem algumas diferenças relativamente à designada população residente

## Política

### Eleições autárquicas[10]
| Data | %            | V            | %     | V     | %       | V       | %              | V       | %              | V      | %              | V   | %              | V   | %              | V  | %  | V  | %       | V       | Participação |                |
| Data | FEPU/APU/CDU | FEPU/APU/CDU | PS    | PS    | PPD/PSD | PPD/PSD | AD             | AD      | CDS-PP         | CDS-PP | PRD            | PRD | GCE            | GCE | BE             | BE | NC | NC | PSD/CDS | PSD/CDS | Participação |                |
| ---- | ------------ | ------------ | ----- | ----- | ------- | ------- | -------------- | ------- | -------------- | ------ | -------------- | --- | -------------- | --- | -------------- | -- | -- | -- | ------- | ------- | ------------ | -------------- |
| Data | 1976         | 55,92        | 3     | 33,45 | 2       | 5,43    | -              |         |                |        |                |     |                |     |                |    |    |    |         |         |              | 69,33 / 100,00 |
| 1979 | 64,43        | 4            | 13,72 | -     | 19,28   | 1       | 78,91 / 100,00 |         |                |        |                |     |                |     |                |    |    |    |         |         |              |                |
| 1982 | 64,71        | 4            | 15,43 | -     | AD      | AD      | 15,62          | 1       | AD             | AD     | 73,88 / 100,00 |     |                |     |                |    |    |    |         |         |              |                |
| 1985 | 66,98        | 4            | 8,59  | -     | 15,82   | 1       |                |         |                |        | 6,01           | -   | 65,52 / 100,00 |     |                |    |    |    |         |         |              |                |
| 1989 | 46,09        | 3            | 28,29 | 1     | 22,83   | 1       |                |         | 66,05 / 100,00 |        |                |     |                |     |                |    |    |    |         |         |              |                |
| 1993 | 55,65        | 3            | 21,46 | 1     | 17,03   | 1       | 1,86           | -       | 68,95 / 100,00 |        |                |     |                |     |                |    |    |    |         |         |              |                |
| 1997 | 49,21        | 3            | 34,59 | 2     | 12,74   | -       |                |         | 64,75 / 100,00 |        |                |     |                |     |                |    |    |    |         |         |              |                |
| 2001 | 41,57        | 2            | 47,76 | 3     | 6,76    | -       | 1,71           | -       | 71,23 / 100,00 |        |                |     |                |     |                |    |    |    |         |         |              |                |
| 2005 | 35,04        | 2            | 54,16 | 3     | 8,18    | -       |                |         | 74,88 / 100,00 |        |                |     |                |     |                |    |    |    |         |         |              |                |
| 2009 | 16,42        | 1            | 39,43 | 2     | 2,84    | -       | 39,59          | 2       | 78,16 / 100,00 |        |                |     |                |     |                |    |    |    |         |         |              |                |
| 2013 | 54,40        | 3            | 17,48 | 1     | 3,66    | -       | 20,99          | 1       | 1,43           | -      | 77,17 / 100,00 |     |                |     |                |    |    |    |         |         |              |                |
| 2017 | 28,46        | 2            | 34,85 | 2     | 4,23    | -       | 1,97           | -       | 27,84          | 1      |                |     | 74,11 / 100,00 |     |                |    |    |    |         |         |              |                |
| 2021 | 12,77        | -            | 56,99 | 4     | CDS-PP  | CDS-PP  | PPD/PSD        | PPD/PSD |                |        | 19,82          | 1   | 7,21           | -   | 68,22 / 100,00 |    |    |    |         |         |              |                |

### Eleições legislativas
| Data | %     | %     | %     | %    | %     | %        | %     | %     | %     | %     | %    | %   | %       | % | %  | %  |
| Data | PCP   | PS    | PSD   | CDS  | UDP   | APU/ CDU | AD    | FRS   | PRD   | PSN   | BE   | PAN | PSD CDS | L | CH | IL |
| ---- | ----- | ----- | ----- | ---- | ----- | -------- | ----- | ----- | ----- | ----- | ---- | --- | ------- | - | -- | -- |
| 1976 | 54,60 | 23,18 | 6,40  | 6,38 | 2,15  |          |       |       |       |       |      |     |         |   |    |    |
| 1979 | APU   | 14,25 | AD    | AD   | 1,21  | 55,50    | 22,45 |       |       |       |      |     |         |   |    |    |
| 1980 | APU   | FRS   | AD    | AD   | 1,01  | 53,95    | 24,78 | 14,14 |       |       |      |     |         |   |    |    |
| 1983 | APU   | 19,29 | 13,68 | 3,77 | 0,51  | 57,35    |       |       |       |       |      |     |         |   |    |    |
| 1985 | APU   | 12,17 | 13,50 | 2,54 | 0,84  | 52,85    | 12,49 |       |       |       |      |     |         |   |    |    |
| 1987 | CDU   | 12,03 | 24,16 | 1,90 | 0,45  | 50,55    | 5,45  |       |       |       |      |     |         |   |    |    |
| 1991 | CDU   | 25,84 | 27,07 | 2,08 |       | 38,00    | 0,61  | 1,11  |       |       |      |     |         |   |    |    |
| 1995 | CDU   | 38,32 | 15,86 | 2,71 | 0,78  | 37,75    |       |       |       |       |      |     |         |   |    |    |
| 1999 | CDU   | 46,29 | 12,63 | 3,58 |       | 32,42    | 0,36  | 0,55  |       |       |      |     |         |   |    |    |
| 2002 | CDU   | 46,88 | 17,06 | 3,01 | 28,86 |          | 0,55  |       |       |       |      |     |         |   |    |    |
| 2005 | CDU   | 55,49 | 11,47 | 1,38 | 26,07 | 2,29     |       |       |       |       |      |     |         |   |    |    |
| 2009 | CDU   | 38,44 | 13,10 | 3,57 | 29,62 | 9,67     |       |       |       |       |      |     |         |   |    |    |
| 2011 | CDU   | 36,27 | 20,01 | 5,65 | 26,79 | 4,40     | 0,46  |       |       |       |      |     |         |   |    |    |
| 2015 | CDU   | 44,34 | CDS   | PSD  | 25,46 | 7,05     | 0,26  | 16,26 | 0,35  |       |      |     |         |   |    |    |
| 2019 | CDU   | 48,48 | 10,17 | 2,08 | 20,86 | 6,97     | 0,84  |       | 0,32  | 1,28  | 0,36 |     |         |   |    |    |
| 2022 | CDU   | 53,97 | 12,67 | 0,56 | 14,77 | 2,21     | 0,56  | 0,22  | 11,06 | 1,35  |      |     |         |   |    |    |
| 2024 | CDU   | 39,63 | AD    | AD   | 12,36 | 13,53    | 3,71  | 0,81  | 1,02  | 23,49 | 1,59 |     |         |   |    |    |

## Geminações
- Santa Cruz, Ilha de Santiago, Cabo Verde [13]
- Regla, La Habana, Cuba
- Jerumenha, Piauí, Brasil
- Curitiba, Paraná, Brasil